# El escorpión y la rana

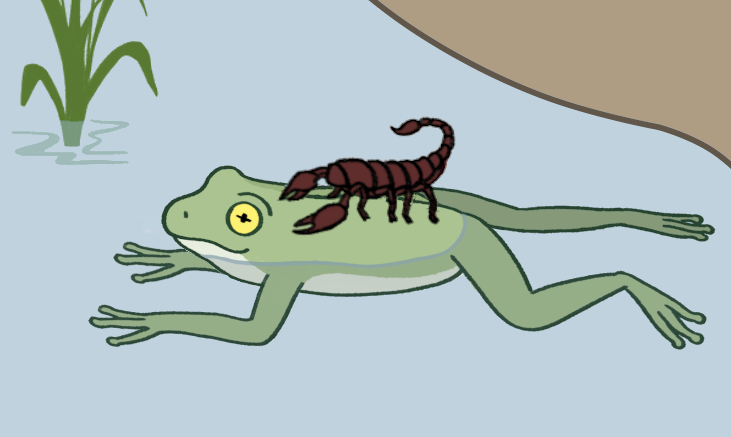
Ilustración de la fábula

El escorpión y la rana es una fábula de origen desconocido, aunque generalmente atribuida a Esopo. En el relato, un escorpión le pide a una rana que lo cargue para cruzar un río. La rana le dice: «¿Cómo sé que no me picarás?» y el escorpión responde: «Porque eso haría que ambos nos ahogáramos». La rana acepta y, a la mitad del camino, el escorpión la pica. Cuando la rana le pregunta por qué lo hizo y le recuerda que los dos van a morir, el escorpión responde: «Es mi naturaleza».
La moraleja de la historia suele ser considerada en general de la manera siguiente: «No trates de engañarte con alguien creyendo que es o puede ser igual que tú; hay personas que sacarán su maldad sin importarles las consecuencias de sus actos, ni dañarse incluso a sí mismos». Otra de las interpretaciones aceptadas es que la fábula ilustra a ciertos grupos de personas cuya ambición es tan desmedida que no tienen empacho en destruir las propias circunstancias que los mantienen a flote.